# Arianna (mitologia)
Arianna (in greco antico: Ἀριάδνη?, Ariádnē) è un personaggio della mitologia greca, principessa di Creta e sposa e paredra del dio Dioniso. È tuttavia nota soprattutto per la sua relazione con l'eroe ateniese Teseo e per il suo ruolo nel mito del Minotauro.

## Genealogia
Figlia del re Minosse e di Pasifae, sposò Dioniso ed ebbe i figli Stafilo, Enopione, Pepareto e Toante.

## Mitologia
Il mito di Arianna e Teseo è raccontato in varie versioni.
In una si narra che Arianna si innamorò di Teseo quando egli giunse a Creta per uccidere il Minotauro nel labirinto. Arianna diede a Teseo un gomitolo di lana (il proverbiale filo d'Arianna) per poter segnare la strada percorsa nel labirinto e quindi uscirne agevolmente. Teseo a missione compiuta uscì dal labirinto e Arianna fuggì con lui e gli altri ateniesi in nave verso Atene. Ma Teseo la abbandonò addormentata sull'isola di Nasso, dove avevano fatto scalo. 
Arianna al risveglio vide la nave di Teseo allontanarsi e si disperò, ma il dolore dell'abbandono fu di breve durata,  poiché in quel momento  sopraggiunse il dio Dioniso su un carro tirato da pantere, con tutto il suo corteo di baccanti e satiri. Dioniso volle sposare Arianna, in una ierogamia a cui parteciparono gli dei olimpici. Per le nozze, Dioniso fece dono ad Arianna di un diadema d'oro creato da Efesto che, lanciato in cielo, andò a formare la costellazione della Corona Boreale.
Dagli amori di Dioniso e Arianna nacquero Toante, Stafilo, Enopione, Latramide e Tauropoli. 
Secondo un'altra variante fu Dioniso stesso che si innamorò di Arianna dormiente e ingiunse a Teseo di lasciarla. In altre versioni la dea Atena ordina a Teseo di abbandonare Arianna. Esiste un'ulteriore versione della tradizione secondo la quale Dioniso ordinò ad Artemide di uccidere Arianna sull'isola di Nasso.
Infine c'è un'ulteriore tragica versione dove si dice che Arianna, sopraffatta dal dolore per la perdita dell'amore di Teseo, si sia gettata in mare e si sia suicidata.
Le varie versioni sono accomunate da un comportamento meschino da parte di Teseo che appare inspiegabile e questo fa pensare che una parte del mito originario sia andata perduta.

## Arianna rappresentata nell'arte

### Scultura
L'Arianna addormentata è una scultura romana, pervenuta in diverse copie, di cui una conservata in Vaticano e una agli Uffizi. Da analoghe rappresentazioni nei sarcofaghi, è plausibile che fosse parte di un gruppo con Dioniso in piedi e il suo corteo che si avvicina alla dormiente.

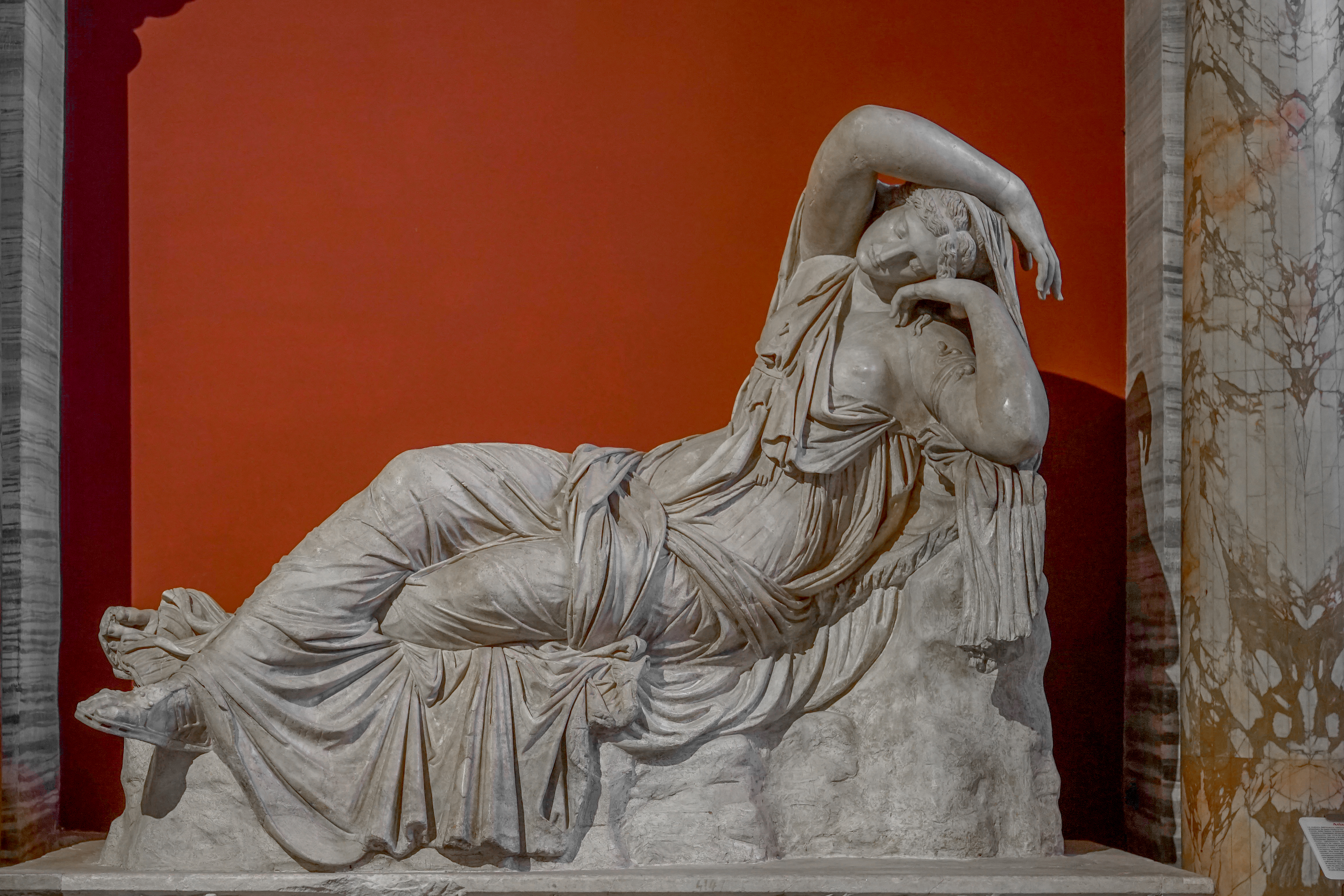
Arianna addormentata, nella versione conservata ai Musei Vaticani.
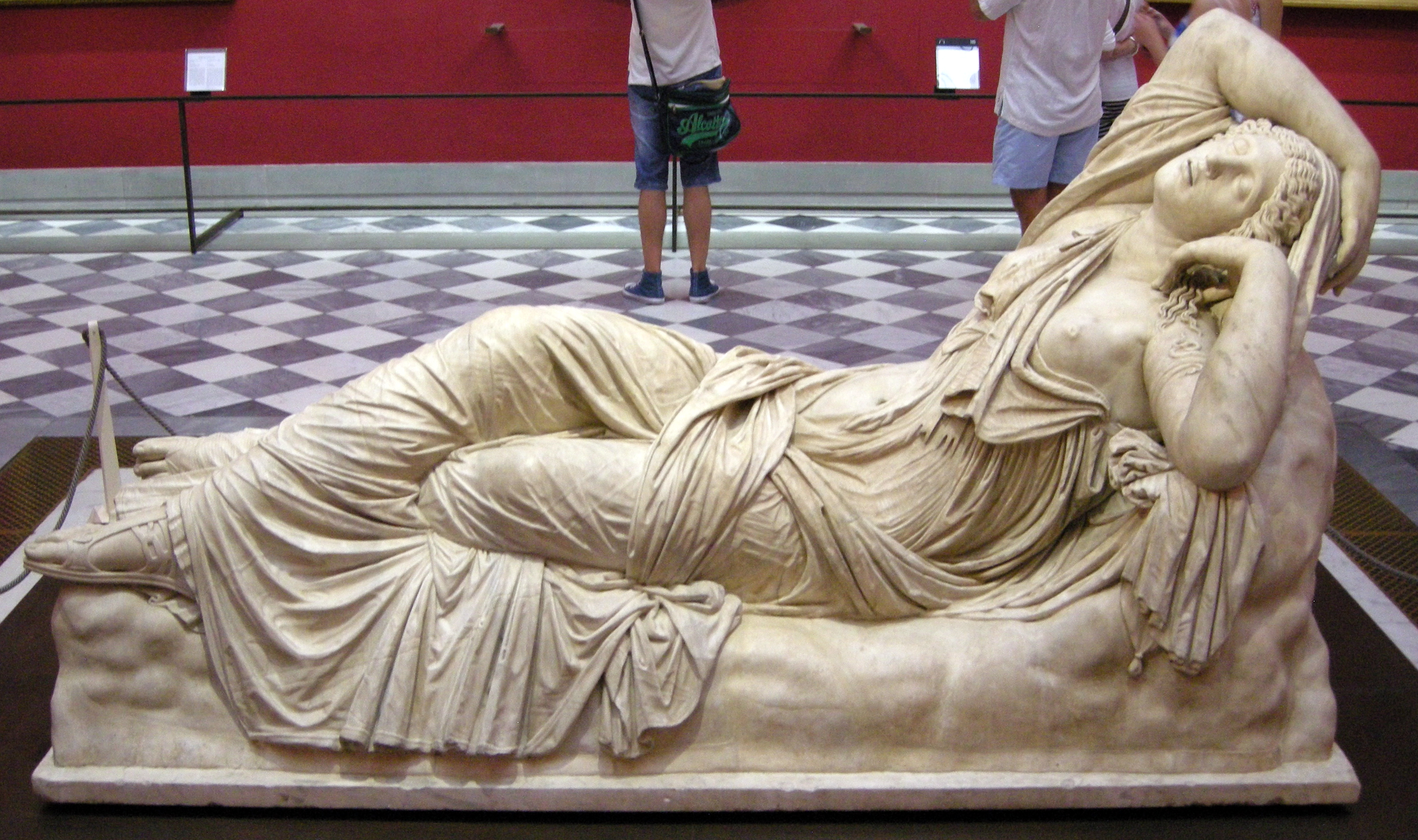
La versione Medici, conservata alla Galleria degli Uffizi.

### Pittura
- Bacco e Arianna, dipinto di Tiziano (1520-1522)
- Baccanale degli Andrii, dipinto di Tiziano (1520-1523)
- Nozze di Bacco e Arianna, dipinto di Tintoretto
- Trionfo di Bacco e Arianna, dipinto di Annibale Carracci (1560-1609)
- Bacco e Arianna, dipinto di Guido Reni (1619–1621)
- Bacco e Arianna, dipinto di Giambattista Pittoni (1730-1732)
- Nozze di Bacco e Arianna, dipinto di Cima da Conegliano (1505-1510)
- Arianna dà a Teseo il filo per uscire dal labirinto, dipinto di Pelagio Palagi (1814)
- Arianna abbandonata da Teseo, dipinto di Angelika Kauffmann
- Arianna a Nasso, dipinto di Evelyn De Morgan (1877)

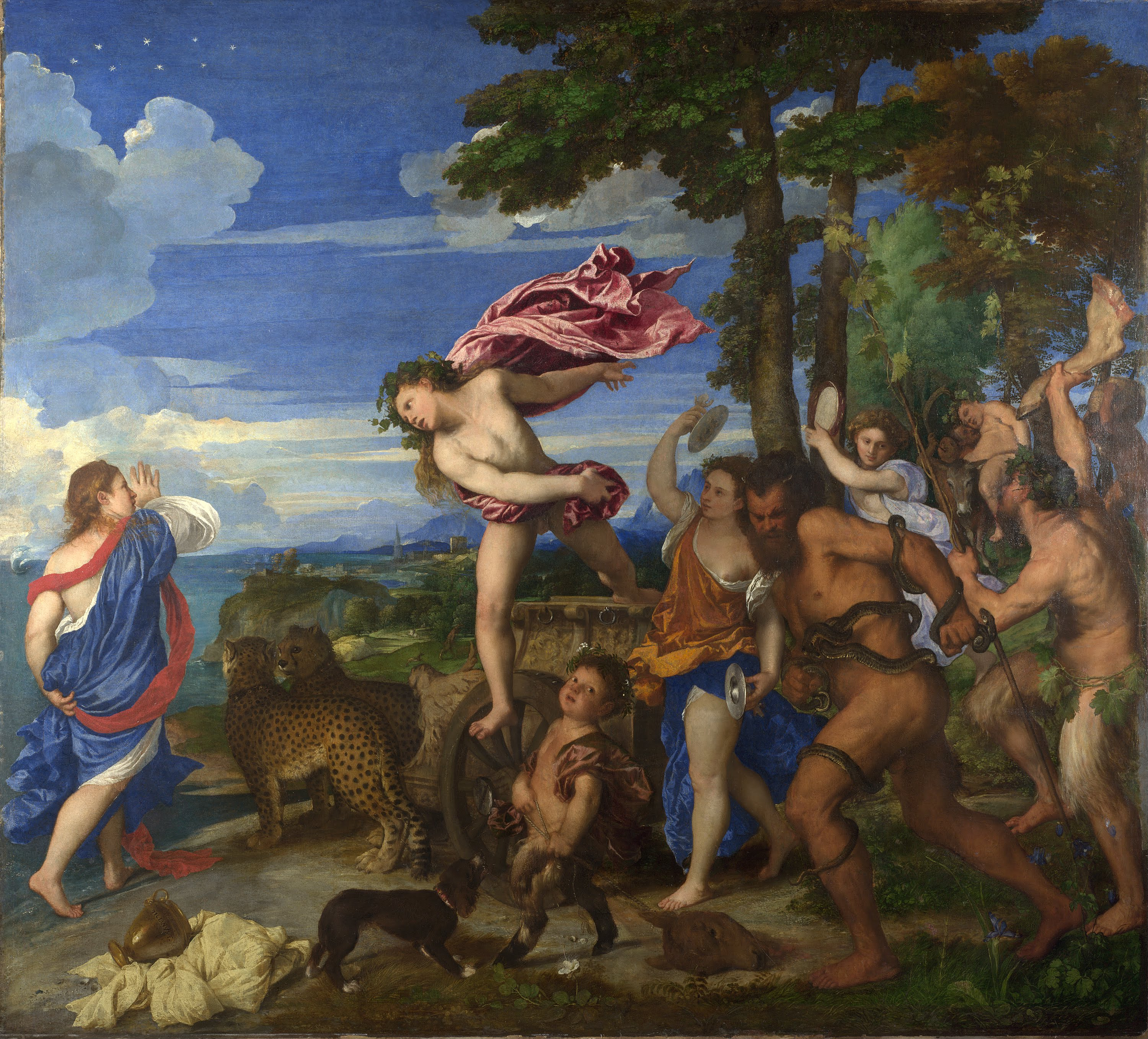
Bacco e Arianna, Tiziano
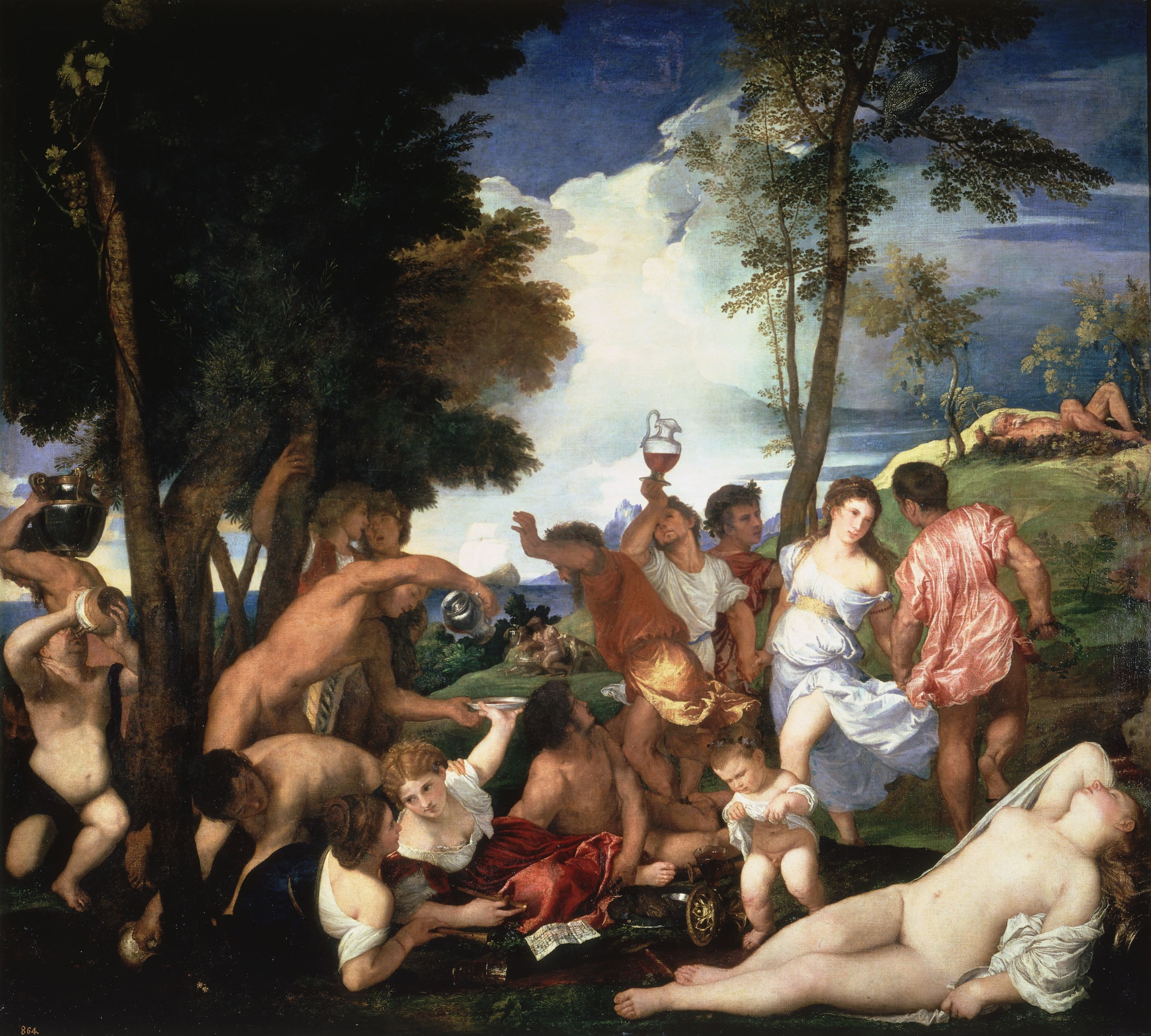
Baccanale degli Andrii, Tiziano
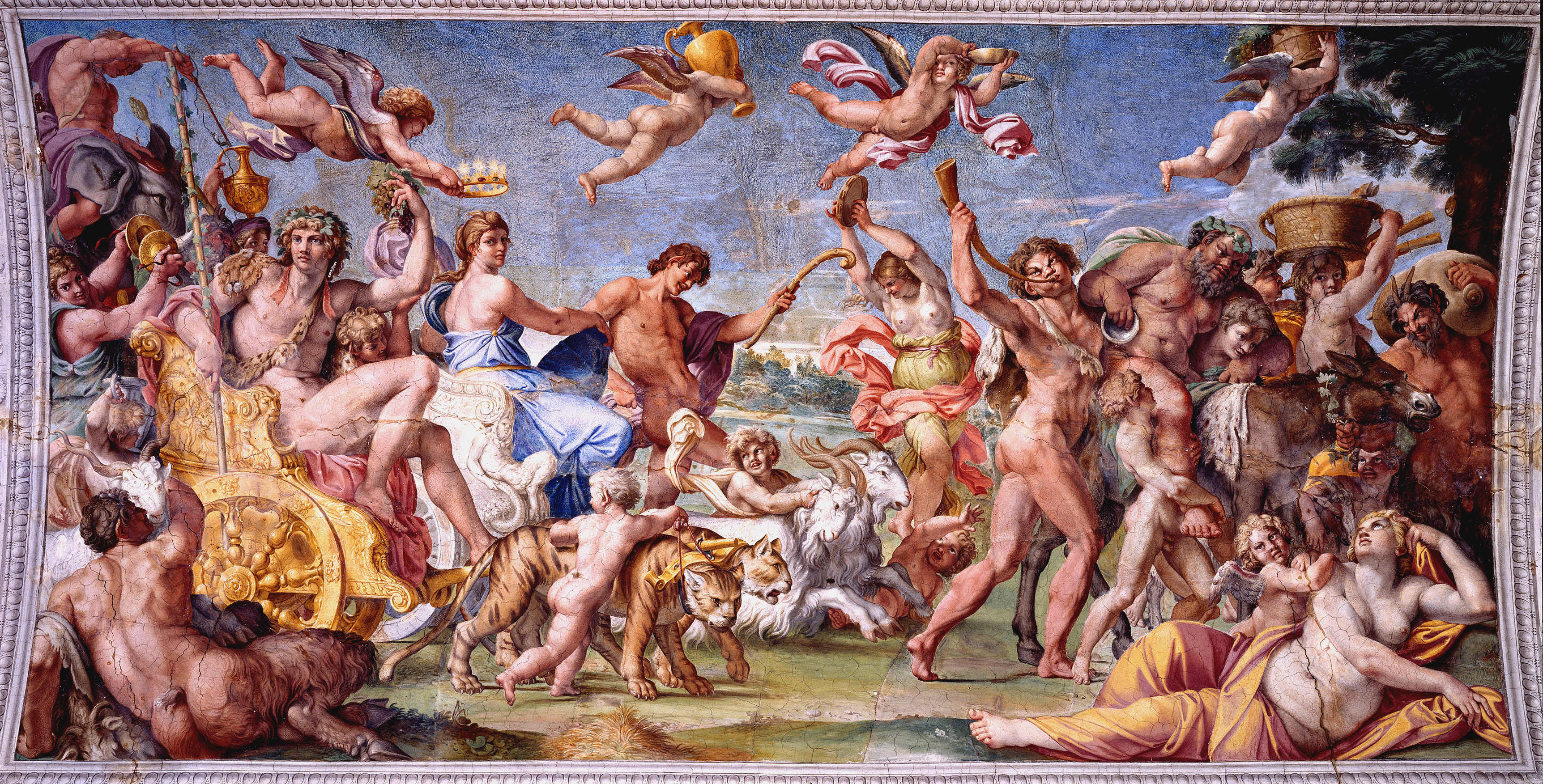
Trionfo di Bacco e Arianna, Annibale Carracci
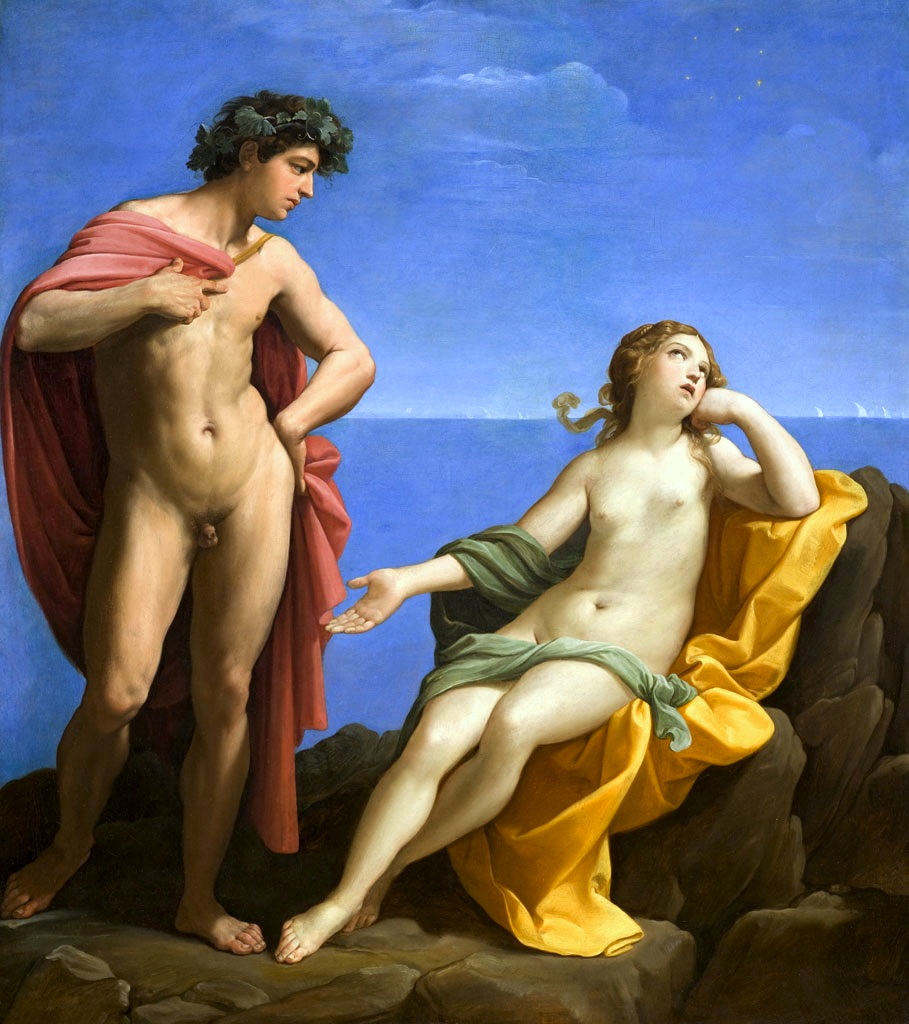
Bacco e Arianna, Guido Reni
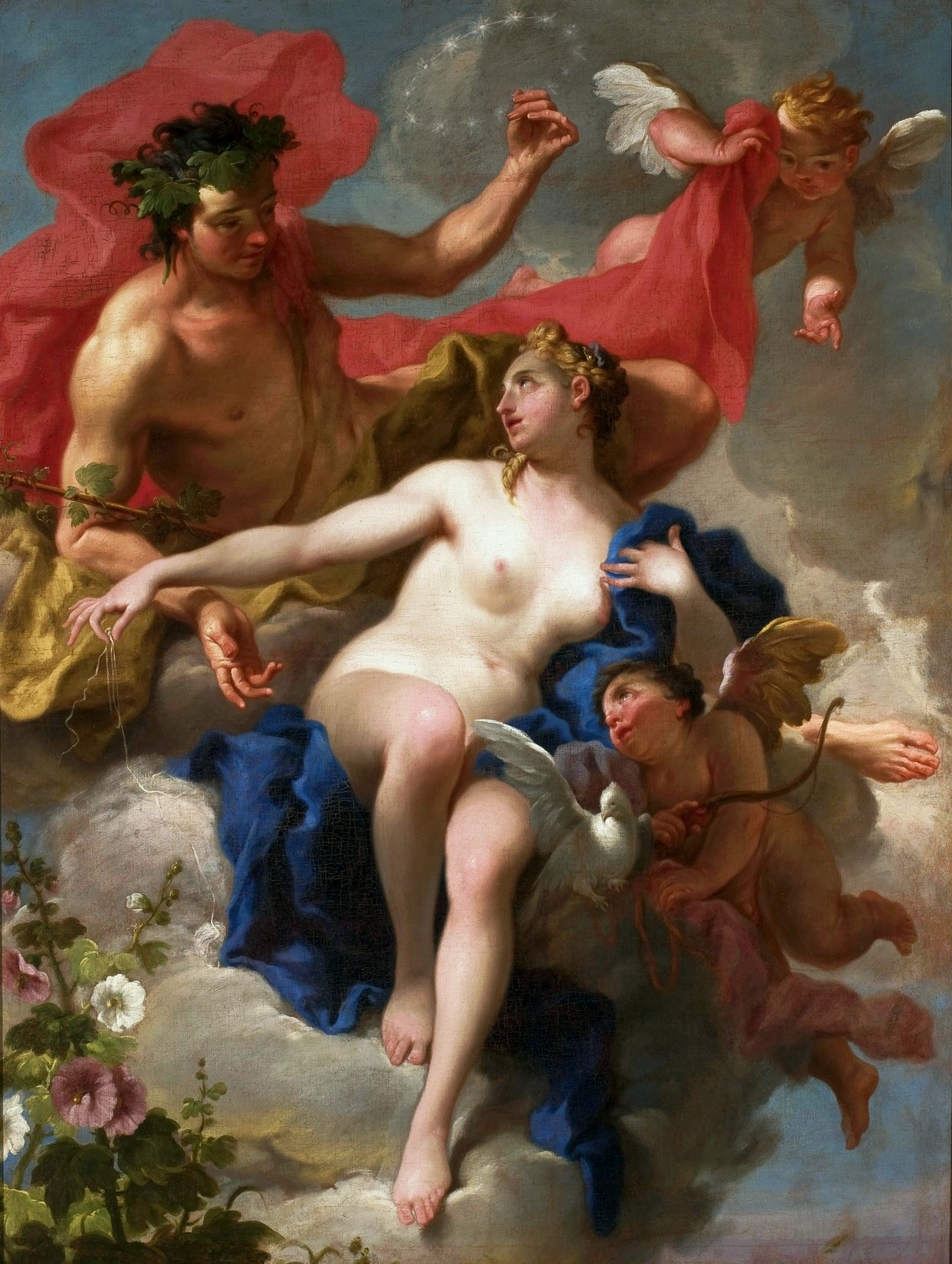
Bacco e Arianna, Giambattista Pittoni
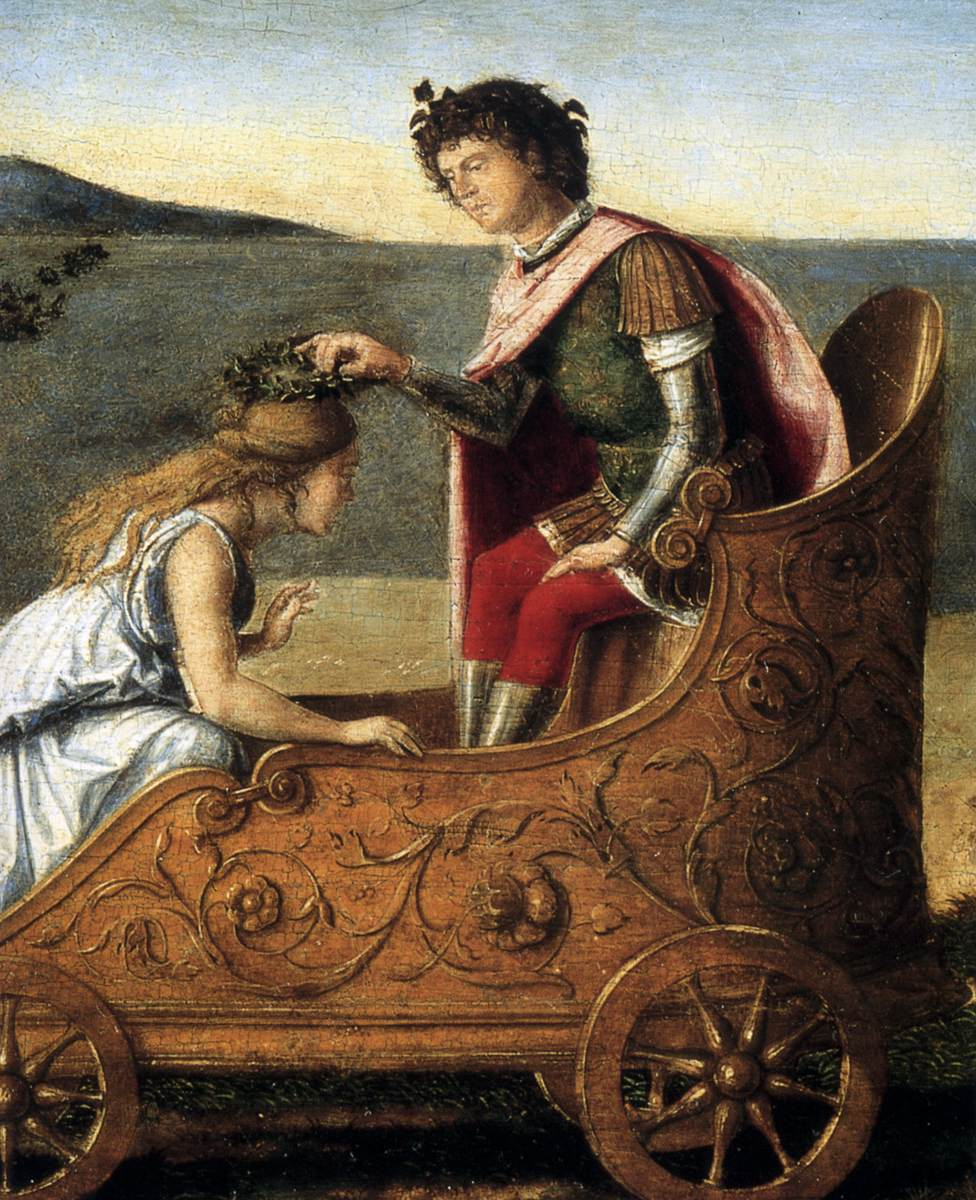
Nozze di Bacco e Arianna (part.), Cima da Conegliano
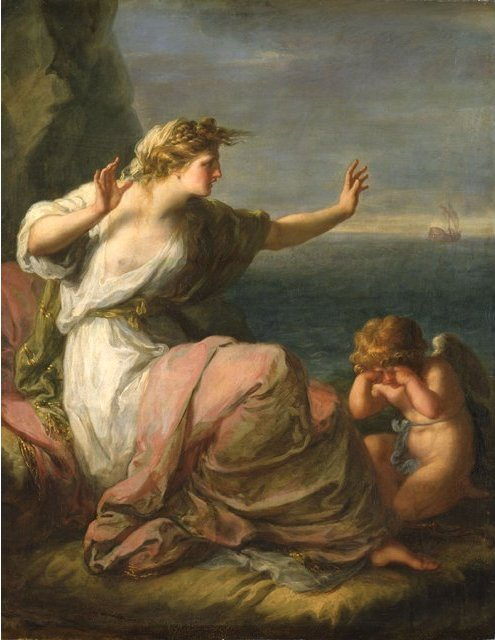
Arianna abbandonata da Teseo, Angelika Kauffmann

### Poesia
- Il trionfo di Bacco e Arianna Canzone dai "Canti carnascialeschi" di Lorenzo De Medici detto Il Magnifico

### Musica
La leggenda di Arianna ha ispirato numerosi musicisti.
- Lamento di Arianna, frammento da L'Arianna di Claudio Monteverdi
- Arianna, un'opera in due parti, di Benedetto Marcello su libretto di Vincenzo Cassani.

Fu rappresentata per la prima volta nell'inverno del 1726-1727 a Venezia. 
- Ariadne auf Naxos (Arianna a Nasso) è un'opera di Richard Strauss e una composizione per voce e pianoforte di Franz Joseph Haydn.
- "Bacco e Arianna" è un balletto di Albert Roussel.

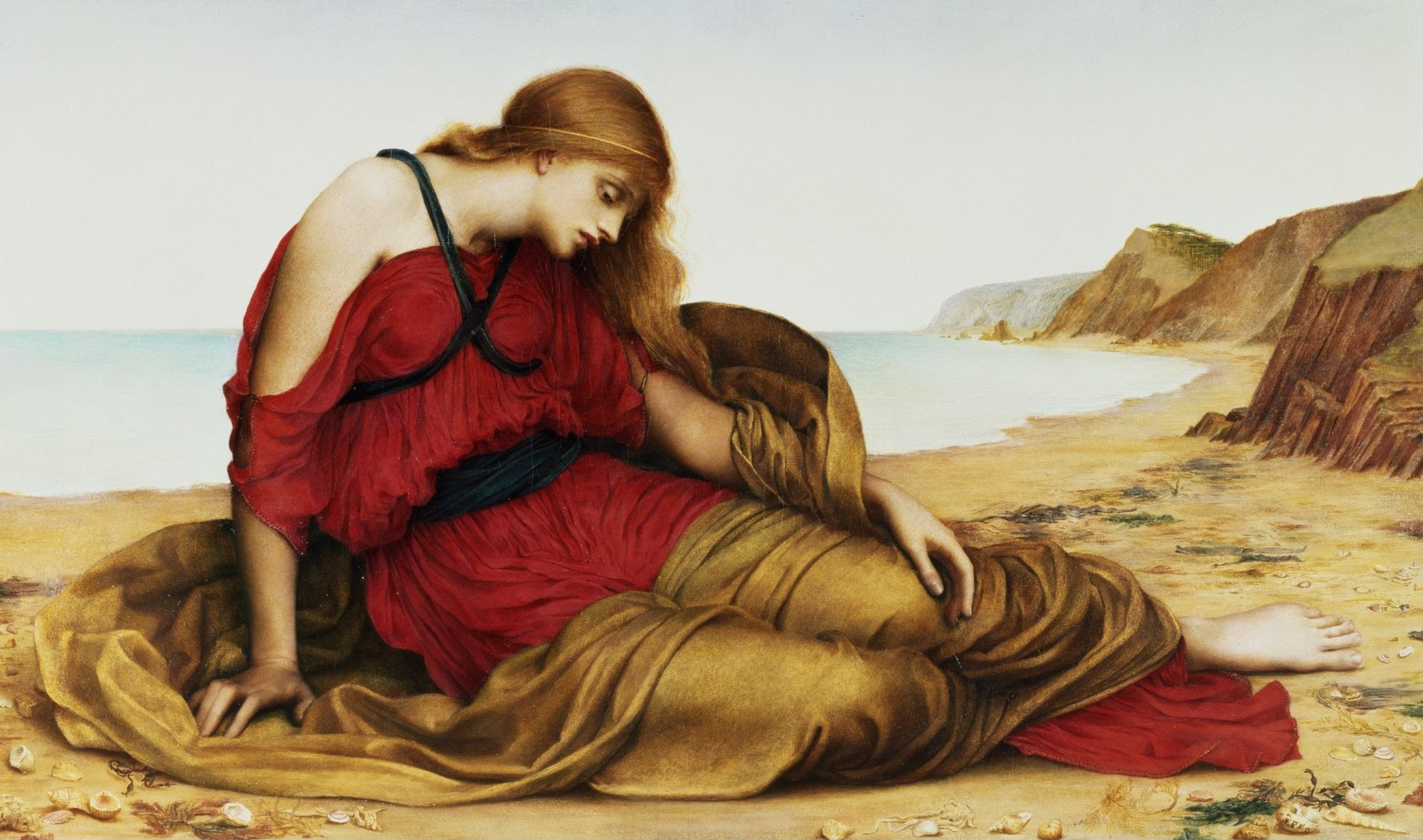
Arianna a Nasso, 1877, Evelyn De Morgan

## Il mito di Arianna e la locuzione "piantare in asso"
Secondo una nota ricostruzione, la frase idiomatica italiana "piantare in asso" affonderebbe le proprie radici nell'episodio dell'abbandono di Arianna sull'isola di Nasso e deriverebbe per corruzione linguistica dall'originaria espressione "piantare in Nasso".
Studi più recenti, tuttavia, suggeriscono un etimo differente per la locuzione popolare, ossia «fare il punto più basso (l'uno)» alle carte o ai dadi». In base a tale ricostruzione, per "piantare in asso" deve intendersi «lasciare solo, abbandonare inaspettatamente o bruscamente, presa la similitudine dall'asso, che sta solo ed è il punto peggiore (...)».
Secondo l'Accademia della Crusca, "piantare in asso" avrebbe apparentemente un'origine anteriore a "piantare in Nasso": l'impiego della seconda forma risulta comunque formalmente corretto, essendosi attestato nel corso dei secoli parallelamente alla prima.